# Brachythecium uyematsui
Brachythecium uyematsui là một loài rêu trong họ Brachytheciaceae. Loài này được Broth. ex Cardot mô tả khoa học đầu tiên năm 1911.